# Pan redaktor szaleje
Pan redaktor szaleje – polska komedia muzyczna z 1937 roku. Kopia filmu się nie zachowała, pozostał jedynie jego zwiastun.

## Ekipa
- Reżyseria: Jan Nowina-Przybylski
- Scenariusz: Adam Grzymała-Siedlecki
- Zdjęcia: Henryk Vlassak
- Dialogi: Konrad Tom
- Scenografia: Adam Knauff
- Muzyka: Alfred Scher
- Słowa piosenek: Jerzy Jurandot
- Produkcja: Orion–Film

## Obsada aktorska
- Adam Brodzisz – redaktor Antoni Dzierba
- Stanisław Sielański – Bohdan, przyjaciel Antoniego
- Maria Bogda – Irena
- Renata Radojewska – Zofia
- Mieczysława Ćwiklińska – ciotka Ireny i Zofii
- Antoni Fertner – Szkot
- Józef Orwid – Szkot
- Janina Sokołowska – Adela
- Janina Leitzkówna – tancerka cygańska
- Andrzej Bogucki
- Mieczysław Bilażewski
- Franciszek Dominiak
- Lech Owron
- Michał Halicz
- Helena Zarembina
- Feliks Żukowski
- Amelia Rotter–Jarnińska
- Eugeniusz Koszutski
- Konstanty Krugłowski
- Henryk Rydzewski
- Helena Pawłowska–Fertner